# Старая Жадова
Ста́рая Жа́дова (укр. Стара́ Жа́дова) — село в Сторожинецкой городской общине Черновицкого района Черновицкой области Украины.
До 2020 года входило в Сторожинецкий район
Население по переписи 2001 года составляло 2392 человека. Почтовый индекс — 59017. Телефонный код — 3735. Код КОАТУУ — 7324589501.

## Уроженцы
- Аппельфельд, Аарон (1932—2018) — израильский писатель.
- Епифаний (Думенко) — провел детские и юношеские годы митрополит Киевский и всей Украины Епифаний (Думенко), предстоятель Православной церкви Украины (с декабря 2018 года).